# Unione postale universale
L'Unione postale universale (in francese Union postale universelle), conosciuta anche con l'acronimo UPU, è un'agenzia specializzata dell'Organizzazione delle Nazioni Unite, con sede a Berna, che coordina le politiche postali dei paesi membri e di conseguenza l'intero sistema postale mondiale.

## Storia
Dopo la riforma postale britannica di Rowland Hill, su iniziativa degli Stati Uniti d'America Montgomery Blair, ufficiale postale generale, organizzò una conferenza tenuta nel 1863, a Parigi, per continuare il processo di riforma postale al livello internazionale. La conferenza, frequentata da delegati di quindici paesi europei e americani, scrisse i principi per gli accordi generali tra Stati.
Avendo già completato una riforma postale, riuscita nel suo paese, Heinrich von Stephan, ufficiale postale della Confederazione tedesca del nord, programmò un piano per un'unione postale internazionale; su suo suggerimento il governo svizzero organizzò una conferenza internazionale a Berna, il 15 settembre 1874, alla quale parteciparono rappresentanti di ventidue nazioni e il 9 ottobre nel trattato di Berna si istituisce l'Unione postale generale (giorno in cui si celebra la Giornata mondiale della posta).

Francobollo italiano per il centenario dell'UPU.

Francobollo italiano per il centenario dell'UPU.

I membri nell'Unione aumentarono così rapidamente, durante i tre anni che seguirono la firma del trattato, che il nome Unione postale generale fu cambiata nel 1878 in Unione postale universale.
Il trattato di Berna del 1874 riuscì a unificare un intricato e contraddittorio sistema di servizi postali e regolamentazioni nazionali in un solo territorio postale di scambio reciproco di oggetti postali. I paesi che parteciparono alla conferenza ridussero il numero di tariffe postali da 1200 a una tariffa per tutti. Ancora oggi l'UPU organizza, coordina e regolamenta la spedizione di lettere e documenti in tutto il mondo.
Il 1º luglio 1948 l'UPU è diventata un'agenzia specializzata dell'Organizzazione delle Nazioni Unite.

## Organizzazione

### Il Congresso Postale Universale
Il Congresso postale universale è l'organo supremo dell'UPU. Il primo ha avuto luogo a Berna nel 1874. Fino al 1947 le riunioni del Congresso non si sono tenute regolarmente; a partire da quella data esse si sono tenute ogni cinque anni, fino al 2004, quando la distanza tra due riunioni è stata ridotta a quattro anni.